# Androgynos
|  | No s'ha de confondre amb Androgínia. |

En la tradició jueva, el terme androgynos (de l'hebreu: אַנְדְּרוֹגִינוֹס ; «intersexual») es refereix a algú que posseeix tant característiques sexuals masculines com femenines. A causa de la naturalesa ambigua del sexe de l'individu, la literatura rabínica discuteix el gènere de l'individu i les ramificacions legals que en resulten basades en possibles classificacions de gènere. En el judaisme tradicionalment observador, el gènere té un paper central en les obligacions legals.

## Base biològica
Durant el desenvolupament embrionari d'un fetus, es produeix un procés específic que determina les propietats fisiològiques del fetus. En altres paraules, hi ha un moment en el temps en què el fetus existeix sense genitals masculins o femenins. Finalment, a causa de l'alliberament d'hormones en una part del fetus i el reconeixement d'aquestes hormones en una altra, el fetus desenvolupa genitals masculins o genitals femenins. Aquest procés es produeix aproximadament un mes i mig després de la concepció i es produeix completament per separat del sexe genètic. El sexe genètic està determinat únicament per la presència o absència del cromosoma Y (presència (XY) = home; absència (XX) = dona).
Com que aquests dos factors (l'alliberament d'hormones i l'existència genètica d'un cromosoma Y) es combinen per determinar el sexe, és possible (encara que molt rar) que es produeixi una confusió. Aquesta situació pot sorgir de diferents maneres. Una possibilitat és que un mascle genètic no produeixi (o, alternativament, produeixi però no detecti) testosterona. Com que el fetus no percep la testosterona, reacciona formant genitals femenins a més dels genitals masculins ja presents. Una segona manera que això pot passar és si la testosterona, que normalment es produeix exclusivament als testicles, es produeix en una altra zona del cos, una dona genètica la reconeix i genera genitals masculins, juntament amb els genitals femenins ja presents.
De nou, és important assenyalar que aquesta categoria no existeix per dubtes sobre el sexe genètic de l'individu, sinó per ambigüitat respecte als genitals físics.

## Distinció detumtum
Com s'ha explicat anteriorment, els androgynos jueus es refereixen específicament a un individu que sembla que té genitals masculins i femenins. Existeix una categoria similar, encara que diferent, anomenada tumtum (de l'hebreu טומטום ; «amagat»). Maimònides explica que un tumtum és un individu «en el qual no es poden distingir els genitals masculí ni femení».
D'aquesta manera, és el contrari dels androgynos: mentre que l'androgynos té els dos conjunts de genitals, els genitals del tumtum no es poden veure clarament. És important destacar que la tradició jueva no veu un tumtum de la mateixa manera que un androgynos. Tot i que es reconeix que la identitat d'un androgynos és ambigua, es declara que un tumtum té un sexe específic que només s'amaga externament. No obstant això, les autoritats legals dins del judaisme han continuat debatint l'estatus del tumtum de la mateixa manera que han debatut l'estatus dels androgynos.